# Rushville (Nowy Jork)
Rushville – wieś w Stanach Zjednoczonych, w stanie Nowy Jork, w hrabstwie Yates.